# Škof
Škòf (iz grščine: starogrško επισκοπος [episkopos] = nadzornik, skrbnik) je visoki cerkveni dostojanstvenik, ki mu je zaupano opravljanje pastirske službe, tj. vodenje škofije.

## Episkopat
Za razliko od duhovniškega posvečenja (druga stopnja zakramenta svetega reda), je episkopat (škofovsko posvečenje) tretja oz. najvišja stopnja tega zakramenta, s katero je povezano imenovanje oz. prevzem pastirske službe v številnih krščanskih Cerkvah: v rimskokatoliški in pravoslavnih, kakor tudi v nekaterih protestantskih (na Slovenskem npr. Evangeličanski cerkvi augsburške veroizpovedi) idr. cerkvah.
Škof ima v Cerkvi vlogo voditelja in nadzornika ter je duhovnikom in diakonom hierarhično nadrejen. Škof tudi podeljuje zakramente, npr. zakramenta svete birme ter zakramente svetega reda.

## Izbira škofovskih kandidatov
V Rimskokatoliški cerkvi sezname primernih kandidatov za nove škofe predlagajo škofovske konference (nacionalni škofovski zbori) in jih preko apostolskega nuncija pošljejo dikasteriju za škofe. Ti seznami se na vsaka dve ali tri leta posodabljajo. Ko pride potreba za imenovanje novega škofa ali sedisvakanca, apostolski nuncij opravi posvetovanja ne samo s škofi, ampak tudi z duhovniki, diakoni in laiki, ki predlagajo imena, s čimer se izčisti seznam primernih kandidatov. Naslednji korak izbire je t.i. terna, to je izbor treh najbolj primernih kandidatov. O vsakemu od njih nuncij opravi posvetovanje s tridesetimi do petdesetimi osebami. Rezultate te poizvedbe o treh kandidatih nuncij pošlje v Rim, kjer jih prefekt Dikasterija za škofe pregleda in povzetek vsebin predloži tridesetim kardinalom, ki se zatem na skupnem sestanku izrečejo o izbiranih. Zatem prefekt rezultate posveta kardinalov prenese papežu, ki je že pred tem prejel in preučil dokumentacijo o kandidatih. Ko papež prefektu sporoči svojo odločitev o izbiri, jo ta sporoči nunciju, ki z njo seznani izbranega kandidata. Če kandidat imenovanja za škofa ne sprejme, se mora ves postopek začeti znova. 
V kolikor papež ne izbere nobenega od treh kandidatov, lahko odločitev o izbiri odloži za dva, tri tedne ali celo več časa, ali pa celo zaprosi za drugo trojico kandidatov. Izbiro novega škofa papež razglasi z izdajo posebnega pisma, t.i. papeške bule. V praksi so za škofe največkrat predlagani tisti duhovniki, ki imajo poleg diplome teološke fakultete še višjo univerzitetno izobrazbo (magisterij, doktorat) največkrat ene od papeških univerz v Rimu, in/ali izkušnje predavatelja teoloških, filozofskih, ter bibličnih ved. Tudi merilo »pastirskosti« je pomembno za papeževo izbiro, saj želi, da imajo škofje občutek za stik z ljudmi, da se jim znajo približati v njihovih stiskah in tudi v trpljenju.

### Škofovsko posvečenje
Papeška bula, ki jo prejme novoimenovani škof, mora biti javno prebrana ob samem škofovskem posvečenju. S prisego zvestobe novi škof na poseben način obljubi, da bo vselej deloval v soglasju s papežem, in to pogosto v navzočnosti apostolskega nuncija, ki v posamezni državi predstavlja povezavo s papežem. Prisega v praksi pomeni, da novi škof ne bo deloval v nasprotju s papežem in cerkvenim naukom, ter da bo vestno izpolnjeval naloge in poslanstvo, ki ga ima kot škof, tj. da bo skrbel za vse ljudi v svoji škofiji, tako za duhovnike, diakone, redovnike in redovnice ter laike. 
Med obredom posvečenja izbrani škofovski kandidat škofu posvečevalcu z »Hočem« in »Hočem, z božjo pomočjo« odgovarja na devet vprašanj o veri in svoji pripravljenosti služiti Kristusu, med litanijami vseh svetnikov pa v znamenje popolne podarjenosti in izročenosti Bogu leži pred oltarjem. Zatem v tišini škof posvečevalec na glavo novega škofa položi roko, kar za njim ponovijo tudi ostali prisotni škofje.Ta del posvetitve se imenuje tudi hirotonija (grško: starogrško χειροτονια [hirotonia] - polaganje rok).
Po posvetilni molitvi škof posvečevalec novemu škofu s krizmo mazili glavo, zatem pa novi škof prejme znamenja škofovske službe, tj. škofovski prstan, škofovsko palico, mitro in križ na verižici okoli vratu (pektoral). 
V kolikor pripada bodoči škof ali nadškof enemu izmed cerkvenih redov, so pri škofovski posvetitvi navzoči tudi predstavniki oz. lokalni voditelji tega cerkvenega reda, npr. frančiškanov.
Škofovsko posvečenje je zakrament posvečenja, ki ga spremljata tako imenovanje kot umestitev, vendar se včasih zmotno domneva, da so tudi kardinali in papež posvečeni na ta mesta, dejansko pa so le škofje posvečeni na mesto škofa, zatem lahko izbrani in imenovani med nadškofe ter kardinale, izmed kardinalov pa je lahko le eden od njih na konklavah izvoljen za papeža.

## Zunanji škofovski znaki (insignije)
Škof med škofovskim posvečenjem prejme zunanje simbole škofovske pastirske službe, tj. škofovski prstan, škofovsko palico, mitro in križ na verižici okoli vratu (pektoral), kasneje prejme tudi grb in si izbere lastno škofovsko geslo oz. vodilo. Nadškof metropolit ima med mašo okoli vratu tudi palij (palium), poseben volnen šal, ki ga je prejel od papeža.
Ob svečanih priložnostih, izven liturgične službe, je škof oblečen v črn talar, katerega robovi in gumbi so vijolične barve, na sebi ima vijolični pas (cingulum) in škofovsko čepico (pileolus) na glavi. Pas je simbol vzdržnosti in se ga nosi preko talarja.

### Izjeme
Nekateri škofi imajo zaradi zgodovinske vloge njihove škofije posebne privilegije, ki se navadno kažejo v pravici do uporabe nekaterih ali vseh kardinalskih simbolov.

#### Lizbonski patriarh
Lizbonskemu patriarhu je bil s papeško bulo Inter praecipuas apostolici ministeri papeža Klemna XII. leta 1737 podeljen privilegij, da je v prvem konzistoriju po škofovskem imenovanju imenovan za kardinala (če je upokojeni patriarh bil imenovan za kardinala, je novi patriarh za karidnala navadno imenovan šele po njegovi smrti). Patriarh ima privilegij do uporabe nekaterih oblačil, ki jih lahko sicer uporablja samo papež (npr. falda), podeljena pa mu je tudi pravica do uporabe posebne mitre, ki je podobna papeški tiari. V grbu ima patriarh pravico do uporabe papeške tiare namesto škofovskega galera (klobuka).

#### Beneški patriarh
Tudi beneški patriarh ima pravico do imenovanja za kardinala v prvem konzistoriju po škofovskem imenovanju. Beneški patriarh ima v primeru, da ni imenovan za kardinala, pravico do uporabe kardinalskih oblačil, z izjemo, da mora imeti na biretu škofovski cof, ki nakazuje, da ni kardinal. V grbu beneškega patriarha ima galerno, tako kot pri kardinalih, 15 vozljev, vendar je škofovske zelene barve.

#### Salzburški nadškof
Zgodovinsko je imel salzburški nadškof pomembno vlogo v cerkvi in je v obdobju od 1072 do 1933 celo imenoval škofe v pomožnih škofijah brez odobritve papeža. Nadškof ima pravico do uporabe kardinalskih simbolov, vključno z oblačili in grbom. 

#### Videmski nadškof
Tudi videmski škof ima pravico do uporabe kardinalskih simbolov. V grbu ima galero rdečo notranjost. 

### Škofovski grbi
Škofovski grb sestavljajo:
- ščit,
- klobuk (galero) zelene barve z:
  - 10 vozlji na vsaki strani za nadškofe
  - 6 vozlji vsaki strani na za škofe,
- zlat križ za ščitom, ki je:
  - dvojni za krajevne nadškofe (ordinarije),
  - enojni za krajevne škofe (ordinarije) in naslovne nadškofe,
- palij za nadškofe metropolite,
- škofovsko geslo.

- Grb nadškofa metropolita (s palijem)
- Grb nadškofa
- Grb naslovnega nadškofa ad personam (z enojnim križem)
- Grb škofa (s 6 vozlji)

#### Izjeme
- Grb nadškofa metropolita Salzburga (privilegij do uporabe kardinalskih simbolov)
- Grb nadškofa metropolita nadškofije Videm (privilegij uporabe kardinalskih simbolov - rdeča notranjost galera)
- Grb patriarha Benetk Moraglia s 15 vozlji (privilegij uporabe kardinalskih simbolov)
- Grb patriarha Lizbone (s pravico do uporabe tiare)

## Opravljanje škofovske službe
Škofu je zaupano vodenje škofije, škofija pa je sestavljena iz župnij, ki so pod varstvom župnikov. Če je škofov v škofiji več, je navadno eden izmed njih imenovan za škofa ordinarija, drugi pa za pomožne škofe. 

### Sedisvakanca
V primeru izpraznitve škofovskega sedeža ne nastopi sedisvakanca v primeru, če ima škofija določenega škofa koadjutorja (pomožnega škofa s pravico nasledstva), ki ob prenehanju službe škofa ordinarija takoj prevzame njegovo mesto.
V času sedisvakance vodstvo škofije prevzame pomožni škof, če le-ta obstaja, sicer pa generalni vikar, dokler zbor škofijskih svetovalcev ne izvoli apostolskega administratorja (začasnega upravitelja škofije). Ta je običajno eden izmed duhovnikov iz zbora škofijskih svetovalcev. 

### Škofovska konferenca
Vsi škofje lokalne cerkve se zbirajo na t.i. škofovskih konferencah (npr. v Sloveniji Slovenska škofovska konferenca), kjer škofje in nadškofje urejajo in usklajujejo različne upravne in organizacijske zadeve lokalne Cerkve, ki presegajo okvir ene škofije, odgovarjajo tudi za t.i. standardni prevod Biblije itd. Škofovska konferenca ima na lokalni cerkveni ravni najvišja pooblastila (višja ima le papež).

### Obiski »Ad limina apostolorum«
Obisk »Ad limina apostolorum« (Na pragu apostolov) je obvezen obisk katoliških škofov in nadškofov pri papežu vsakih pet let. Med tem obiskom škofje obiščejo grobova apostolov sv. Petra in sv. Pavla ter se srečajo s papežem, da poročajo o stanju svojih škofij.

## Škofovski zbor
Škofovski zbor je kolegij (zasedanje) vseh škofov, ki skupaj z rimskim papežem sodelujejo pri vodenju vesoljne Cerkve. Škofovski zbor ima najvišjo oblast v Cerkvi, vendar le, ko deluje skupaj s papežem. Ta zbor se lahko sestane na ekumenskih koncilih, kjer se obravnavajo pomembna vprašanja vere, morale in cerkvene discipline.

## Škofovska sinoda
Škofovska sinoda je posvetovalno telo, ki ga skliče papež in v katerem sodelujejo izbrani škofje iz celega sveta. Sinoda se običajno sestane na določenih intervalih, da bi razpravljala o specifičnih temah in svetovala papežu. Sinoda nima enake avtoritete kot škofovski zbor, vendar ima pomembno vlogo pri svetovanju in usmerjanju cerkvenega delovanja.